# Von Essen af Zellie
von Essen af Zellie är en adelsätt som härstammar från Westfalen och nedsatte sig i den baltiska historiska regionen Livland under medeltiden, möjligen 1502.

## Historik
Släkten von Essen af Zellie naturaliserades i Sverige, genom Diedrich von Essen (1620-1678) år 1663, och i sköldebrevet daterat i Stockholm den 27 november 1663, undertecknat av Carl XI´s förmyndarregering, finns det nedtecknat om släktens ursprung att släkten är: "en gammal Adelig släkt uthi Westfalen skall härkommen vara".  Sköldebrevet i original är sedan år 1964 deponerat på Finlands Riddarhus i Helsingfors.
Diedrich von Essens (1620-1678) farfars far  Diderich von Essen förlänades år 1572 egendomen Zellie på Ösel i Baltikum av hertig Magnus, bror till Danmarks kung Fredrik II. Ösel tillhörde Danmark under denna tid. Släkten von Essen finns kortfattat beskriven som ägare till Zellie i Genealogisches Handbuch der Oeselschen Ritterschaft, utgiven 1935
Ätten har gemensamt ursprung med adliga ätten von Essen, nr 1919, och introducerades vid Riddarhuset först endast med detta namn 1664 (naturaliserades 27 november 1663), men har sedan, troligen för att åtskilja ätten från övriga ätter von Essen, blivit kallad von Essen af Zellie efter stamgodset Zellig eller Zellie i Mustels socken på Ösel.
I Finland, på vars Riddarhus ätten introducerades 26 januari 1818 under nummer 58 bland adelsmän, kallas ätten enbart von Essen.

## Vapensköld
| ”                                      | En rödh skiölldh, der uti een cachet. Åfvan uppå skiöllden een öpen tornerehiellm. Täcket och crantzen medh rödt, guullt och blådt fördehlte. Åfvan uppå hiellmen een crantz, utur hvillken een påfughelstiert står. Så förunne Vij honom detta och till een förbättringh renovere thed samma medh fyra kuglor uthi skiölldhen och een fahna på hvartere sijdan om påfugle stierten, dhen högre rödh och den vänstre blåå, alldeles som detta medh sine rätta och egentlige färgor här offvan till repræsenterat och afmåhlat finnes | „ |
| – Sköldebrevsavskrifter, 3 B:203, RHA. | |   |

## Medlemmar i släkten von Essen af Zellie
- Carl Gustaf von Essen (1815–1895), finländsk väckelsepräst och professor i praktisk teologi
- Diedrich von Essen (1620–1678), överste och regementschef 1674.[4] Godsägare i Finland.[7]
- Siri von Essen (1850–1912), finländsk skådespelerska, gift med författaren August Strindberg